# Ceratozamia sabatoi
Ceratozamia sabatoi là một loài thực vật hạt trần trong họ Zamiaceae. Loài này được Vovides & al. mô tả khoa học đầu tiên năm 1993.